# Peter Mende
Peter Mende (* 30. November 1934 in Breslau; † 26. Juli 2016 in Bonn) war ein deutscher Diplomat.

## Leben
Peter Mende studierte Rechtswissenschaften in Köln und Lausanne. 1958 legte er die Erste und 1963 die Zweite juristische Staatsprüfung ab. 1964 trat er in das Auswärtige Amt ein und war an den Vertretungen in London, Paris und Washington tätig.
1987 war er an der deutschen Botschaft in Washington, D.C. akkreditiert. Die Regierung Kohl hatte die Auslieferung von Mohammed Ali Hamadi, welchen die Regierung Reagan verdächtigte, 1985 an der Entführung des TWA-Flug 847 beteiligt gewesen zu sein, in Hinblick auf die Entführung von Rudolf Cordes (* 1934) abgelehnt. Nancy Reagan verlieh Hannelore Kohl den Preis der United Service Organizations. Diese Würdigung bekannt zu geben hatte Mende die Ehre.
Von 1993 bis 1996 war Mende Botschafter der Bundesrepublik Deutschland in Khartum. In einem Geologieseminar an der Universität Khartum berichtete Mende, dass die Regierung des Sudans die in der vorangegangenen Woche verhafteten Studenten getötet habe. Mende wurde daraufhin in das sudanesische Außenministerium einbestellt. Man erklärte ihm, dass die Regierung des Sudans so etwas nicht tue.
Im September 1995 war Mende in Khartum auf dem Flughafen, als aus der Bundesrepublik Deutschland ausgewiesene Bürger des Sudans landeten.
Von 1996 bis 1999 war Mende Botschafter der Bundesrepublik Deutschland in Amman. Im Juli 1999 unterzeichnete er ein Rahmenabkommen über bilaterale technische Unterstützung mit dem jordanischen Planungsminister Rima Khalaf. Die Regierung der Bundesrepublik unterstützte mit drei Millionen Deutsche Mark die Verbesserung des jordanischen Migrationswesens sowie eine Million DM für Forschungszwecke.
Nach seiner Versetzung in den Ruhestand moderierte Mende Vorträge für die Deutsch-Arabische Freundschaftsgesellschaft.

## Ehrungen
- Bundesverdienstkreuz des Verdienstordens der Bundesrepublik Deutschland (Ausprägung unbekannt)
- Verschiedene ausländische Orden

## Quelle
- Deutsche Who’s who 2007, Band 46, S. 875
- Bulletin des Presse- und Informationsamtes der Bundesregierung, 1996, Ausgaben 56–106, S. 652